# Stosunki maltańsko-włoskie
Stosunki maltańsko-włoskie – relacje zagraniczne pomiędzy Włochami i Maltą. Oba kraje nawiązały oficjalne stosunki dyplomatyczne wkrótce po odzyskaniu przez Maltę niepodległości.

## Historia

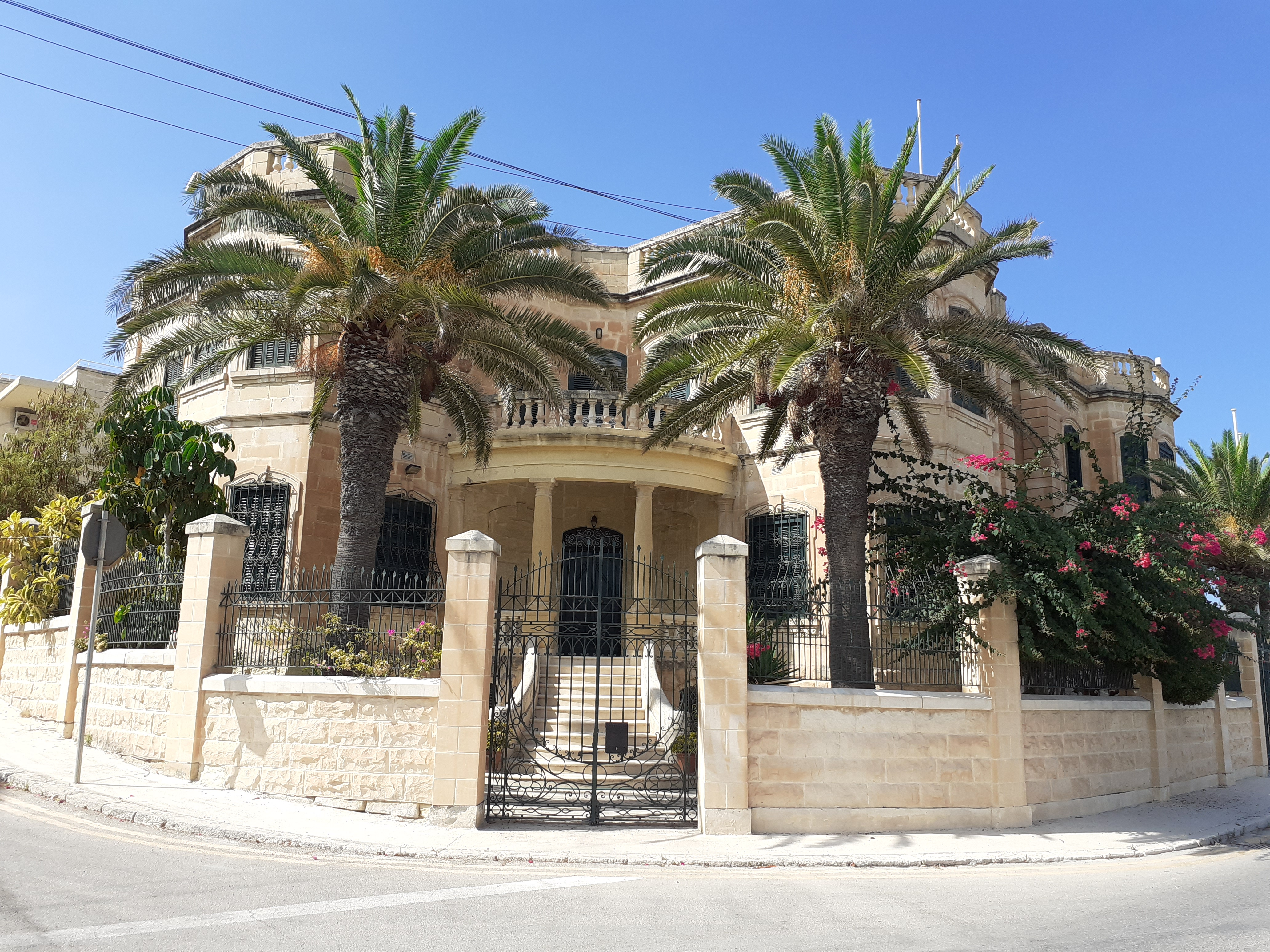
Villa Bel Air w Ta’ Xbiex, rezydencja włoskiego ambasadora na Malcie

### Relacje przed niepodległością
Ze względu na bliskość Malta i półwysep Apeniński mają długą wspólną historię. Malta była częścią normańskiego królestwa Sycylii i pozostawała związana z królestwem włoskim do 1194. Królestwo Neapolu było zaangażowane w wojnę przeciwko francuskiej okupacji wyspy. W 1800 Malta została protektoratem administrowanym wspólnie przez Neapol i Wielką Brytanię, chociaż ta ostatnia miała większe wpływy. W 1813 wyspa stała się brytyjską kolonią i w ten sposób wyszła poza sferę włoską, chociaż obecność włoskiej kultury i języka wciąż pozostawała silna. I rzeczywiście, włoskie ambicje na wyspie zostały podkreślone w kwietniu 1933, kiedy podczas wizyty na wyspie podsekretarz rządu włoskiego Francesco Giunta stwierdził, że jest na włoskiej ziemi i że przyszłość wyspy leży w całkowitej unii z Włochami. Oba kraje starły się podczas II wojny światowej, kiedy Włochy bombardowały wyspę podczas oblężenia Malty przez trzy lata między czerwcem 1940 a grudniem 1942, ponieważ Malta odrzuciła faszyzm i poparcie nazistów Mussoliniego.

### Stosunki niezależne

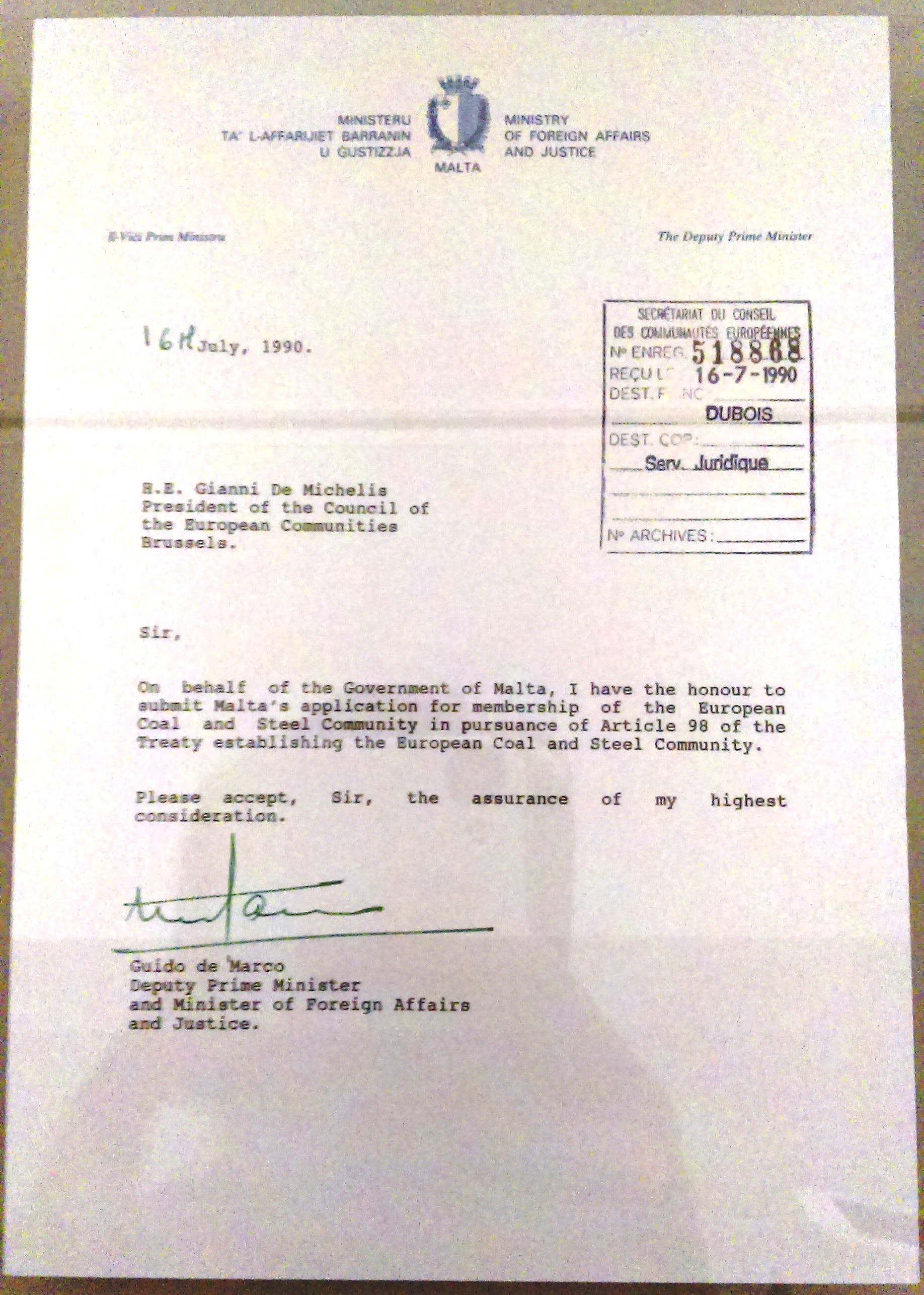
List z wnioskiem o członkostwo w Europejskiej Wspólnocie Gospodarczej złożony przez Maltę w 1990, wysłany przez maltańskiego ministra spraw zagranicznych Guido de Marco włoskiemu ministrowi spraw zagranicznych Gianniemu De Michaelis, sprawującemu wówczas rotacyjną prezydencję w Radzie UE (ze zbiorów Domu Historii Europejskiej w Brukseli)

Włochy były pierwszym krajem, który ustanowił misję dyplomatyczną na Malcie i pierwszym, który mianował ambasadora rezydenta (od tego czasu zamieszkałego w „Villa Bel Air” w Ta 'Xbiex) po uzyskaniu przez Maltę niepodległości i pełnoprawnym członkostwie ONZ. 1 grudnia 1964 pierwszy ambasador Włoch złożył listy uwierzytelniające gubernatorowi generalnemu, sir Maurice’owi Dormanowi.
W 1980 roku Malta zawarła porozumienie o neutralności z Włochami, na mocy którego Malta zgodziła się nie zawierać żadnego sojuszu, a Włochy zgodziły się zagwarantować neutralność Malty. Stosunki Malty z Włochami opisano jako „ogólnie doskonałe”.

## Stosunki dyplomatyczne
Włochy mają ambasadę w Valletcie. Malta ma ambasadę w Rzymie i 11 konsulatów honorowych (w Barletcie, Bolonii, Florencji, Genui, Mediolanie, Trieście, Katanii, Cagliari, Syrakuzach, Wenecji i Neapolu).
Oba kraje są członkami Unii Europejskiej i Unii Śródziemnomorskiej.

## Znane osoby historyczne w stosunkach włosko-maltańskich
- Mattia Preti, malarz
- Alberto Pullicino, malarz
- Pietro Paolo Floriani, architekt, po którym nazwano Florianę

## Zobacz też

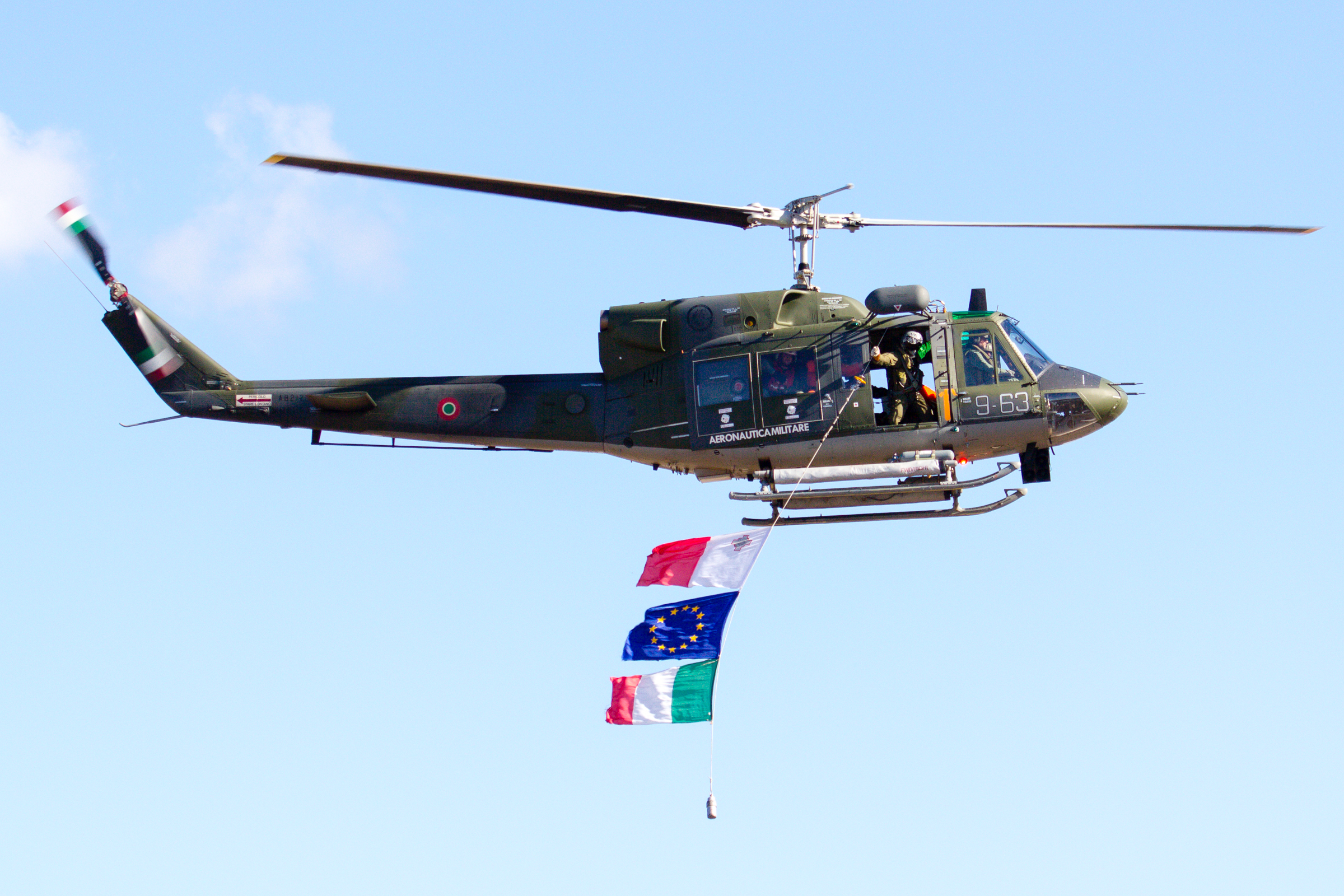
Aeronautica Militare AB 212 na Międzynarodowych Pokazach Lotniczych Malta 2015. Włoskie helikoptery poszukiwawcze i ratownicze stacjonują na Malcie od 1982.

## Znane współczesne osoby z podwójnym obywatelstwem Włoch i Malty
- Arnold Cassola, polityk
- Aidan Zammit, muzyk
- Samuel Deguara, koszykarz